# Univerzitní knihovna Západočeské univerzity
Univerzitní knihovna Západočeské univerzity v Plzni je univerzitní knihovnou spadající pod Západočeskou univerzitu v Plzni. Nabízí své služby nejen studentům a zaměstnancům univerzity, nýbrž i zájemcům z řad široké veřejnosti.

## Historie Univerzitní knihovny Západočeské univerzity v Plzni
Dějiny Univerzitní knihovny sahají až do poloviny 20. století. Dnes moderní a multioborová knihovna byla tehdy roztříštěna do jednotlivých samostatných knihoven fungujících pod školami působícími v té době v Plzni.
Od roku 1952 se v Plzni datuje působení technicky zaměřené knihovny při Vysoké škole strojní a elektrotechnické, která se později stala základem pro dnešní pobočku knihovny na Borech. O čtyři roky později byla zřízena Vyšší pedagogickou školou Ústřední knihovna, jež položila základy dnešní pobočce knihovny na Pedagogické fakultě. Tvář knihoven se výrazně pozměnila po založení Západočeské univerzity v roce 1991. Začátek devadesátých let je rovněž spjat s počátky snah o automatizaci jednotlivých knihoven. V roce 1995 byl zakoupen automatizovaný knihovnicko-informační systém Aleph, s jehož pomocí začaly knihovny budovat jednu společnou databázi dokumentů. Čtenářům bylo také umožněno od té chvíle navštěvovat všechny knihovny Západočeské univerzity s jednou jedinou průkazkou.
Postupné sbližování knihoven bylo dovršeno v roce 1998, kdy vznikla současná Univerzitní knihovna. Původní, samostatné knihovny se staly jejími pobočkami. Knihovna se v následujících letech ještě několikrát stěhovala, rozšiřovala a rekonstruovala své prostory, dočkala se nové budovy v univerzitním areálu v Plzni na Borech, až dosáhla své dnešní podoby. Ta se skládá z pěti poboček, které jsou po městě rozmístěny tak, aby byly studentům co nejlépe dostupné.
Součástí Univerzitní knihovny je od roku 2014 i Univerzitní vydavatelství. Nakladatelství vydává ročně kolem 70 titulů. Prodejné publikace a propagační předměty je možné zakoupit v univerzitním obchodu v kampusu na Borech nebo v univerzitním e-shopu.

## Dílčí knihovny Univerzitní knihovny

### Knihovna Bory

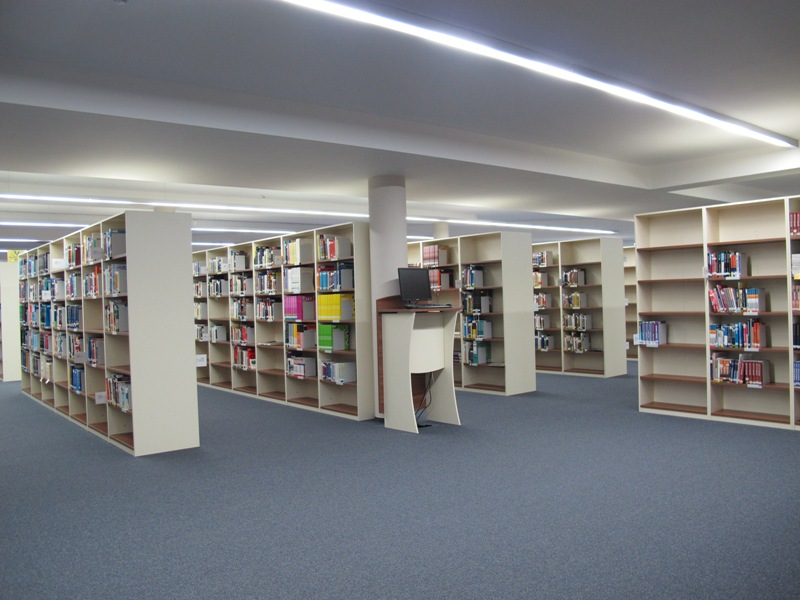
Volný výběr knih v Knihovně Bory

Knihovna Bory sídlí v univerzitním kampusu na Borech. Knihovní fond pobočky disponuje dokumenty především z oblastí techniky, nicméně nalézá se zde i poměrně velké množství informačních pramenů z oblastí ekonomiky, humanitních a společenských věd a umění.

### Filozofická a právnická knihovna

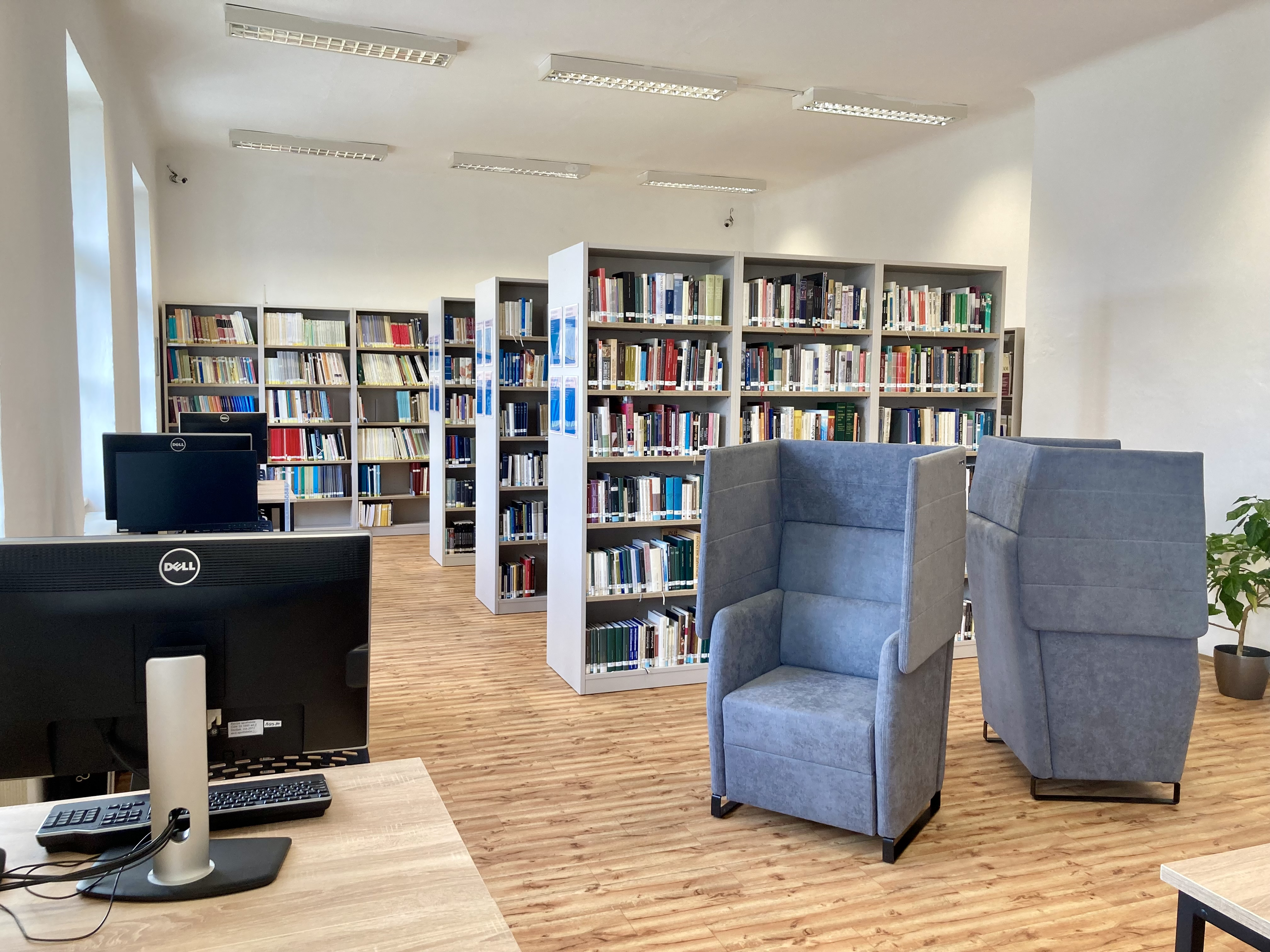
Interiér Filozofické a právnické knihovny

Filozofická a právnická knihovna se nachází v Sadech Pětatřicátníků v Plzni a svůj fond buduje tak, aby dokázala poskytnout informace studujícím zejména Fakulty filosofické a Fakulty právnické.

### Pedagogická a zdravotnická knihovna
V roce 2024 došlo ke zrušení Knihovny zdravotnických studií a jejímu sloučení s Pedagogickou knihovnou, čímž vznikla Pedagogická a zdravotnická knihovna. Pedagogická a zdravotnická knihovna je co do velikosti fondu největší z poboček. Podstatnou část dokumentů knihovny tvoří knihy z oblastí pedagogiky, psychologie, medicíny a ošetřovatelství. Lze zde však rovněž nalézt i literaturu ze společenských a přírodovědných oborů. Knihovna sídlí na Klatovská třídě.

### Ekonomická knihovna v Chebu
Ekonomická knihovna v Chebu slouží části Fakulty ekonomické ZČU, která zde nalezla své útočiště. Plzeňskou část Ekonomické fakulty obsluhuje Knihovna Bory. Tematické zaměření fondu knihovny se soustředí na dokumenty z oboru ekonomie, marketingu, managementu, účetnictví a podnikového hospodářství. Knihovna se nalézá v Hradební ulici v Chebu.

## Služby knihovny

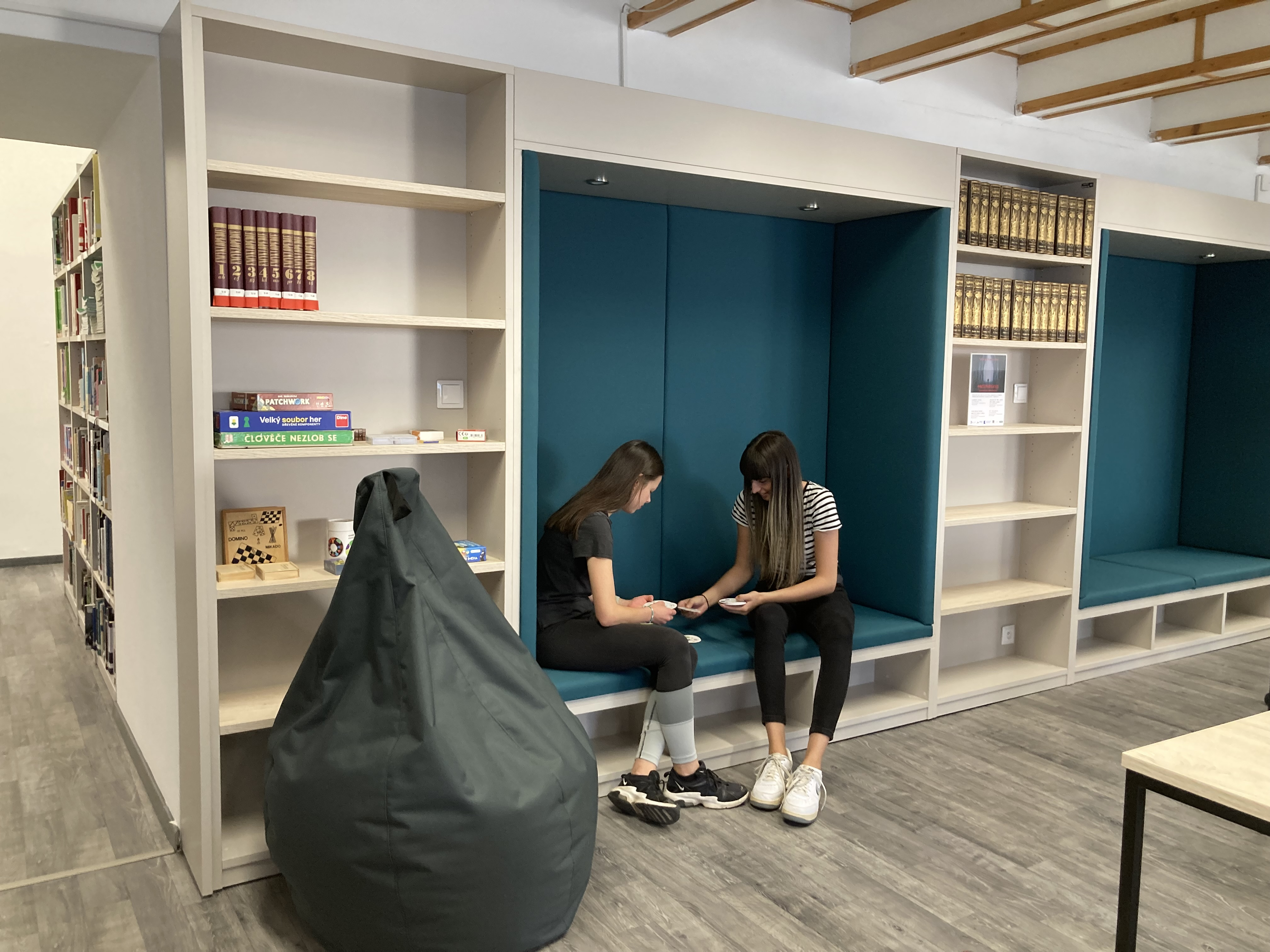
Prostory v Pedagogické a zdravotnické knihovně

Vedle tradičních výpůjčních služeb a rešeršních služeb nabízí knihovna přístup k celé řadě elektronických informačních zdrojů. Ty představují rychlou a snadnou cestu k aktuálním vědeckým informacím, podporovanou navíc možností efektivního vyhledávání dle různých kritérií. Mezi nejvýznamnější databáze, které Univerzitní knihovna zpřístupňuje, patří například ProQuest Central, EBSCO, Science Direct, Springer Link, Directory of Open Access Journals a další. Knihovna dále spravuje vlastní digitální knihovnu, která získává, katalogizuje, skladuje a zpřístupňuje digitální dokumenty.
Univerzitní knihovna nabízí svým čtenářům i možnost vyzkoušet si čtečky elektronických knih, na nichž zájemci naleznou kolem čtyř stovek titulů.

## Další projekty knihovny
Vedle realizace evropského projektu RIPO se Univerzitní knihovna v posledních letech zapojuje i do řady evropských projektů zaměřených zejména na podporu infrastruktury a zajištění elektronických informačních zdrojů. Knihovna se tak například angažuje v projektech Zajištění elektronických informačních zdrojů pro humanitní a společenské obory (VZ09012), Vědecké informační zdroje pro ČR (SCI-INFO) či v projektu Česko-saská vysokoškolská iniciativa.